# Tipula (Formotipula) unirubra
Tipula (Formotipula) unirubra is een tweevleugelige uit de familie langpootmuggen (Tipulidae). De soort komt voor in het Palearctisch gebied.